# デルヴェニ・パピルス

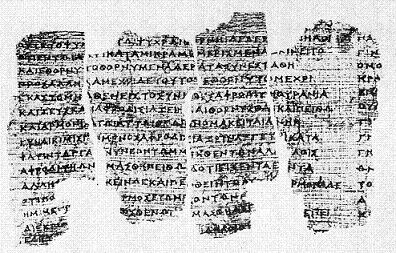
デルヴェニ・パピルス

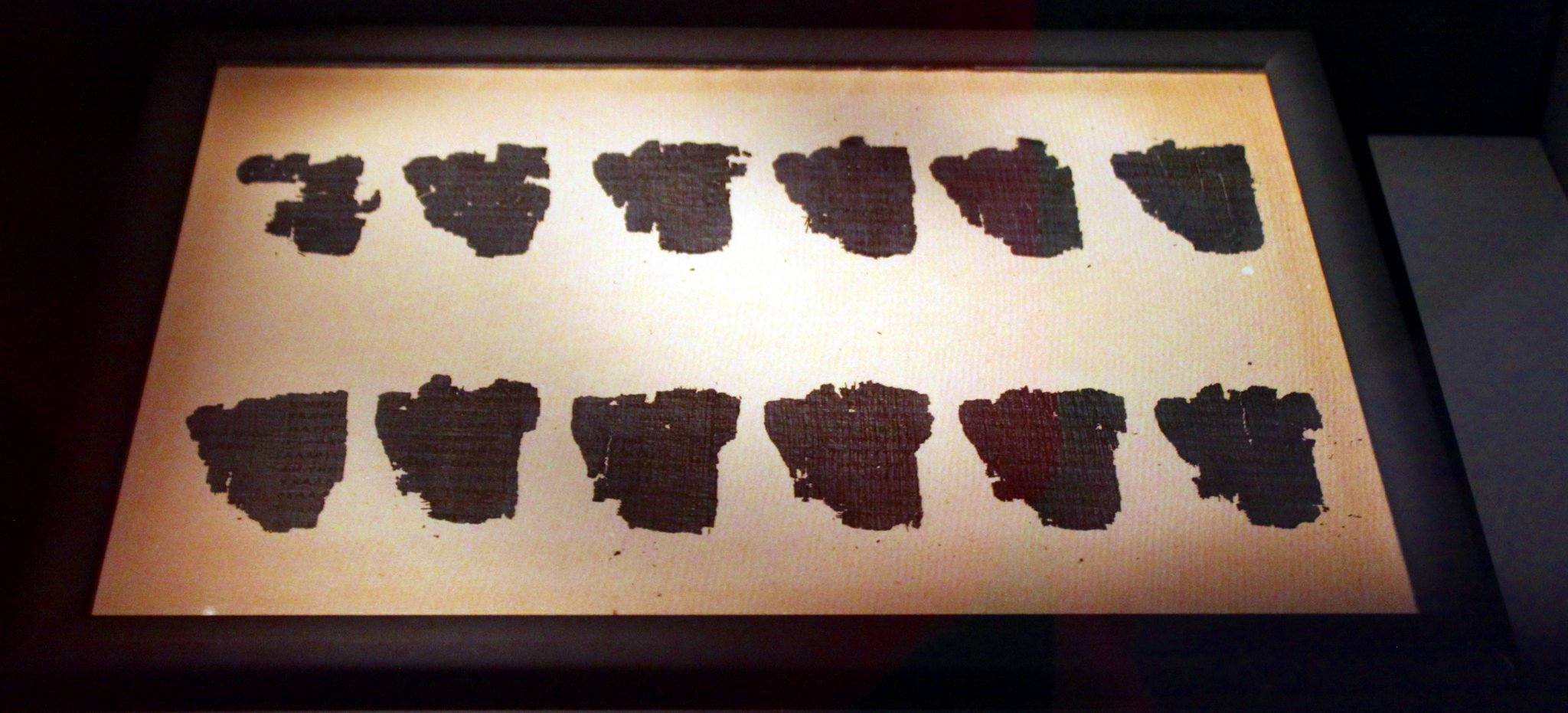
テッサロニキ考古学博物館の展示

デルヴェニ・パピルス（英: Derveni papyrus）は、1962年に発見された古代ギリシアの古文書である。
その本文自体は、オルペウス教の詩（神々の誕生に関する神統譜）を寓意的に注釈した哲学論文であり、紀元前5世紀後半にアナクサゴラスなど自然学者の影響が見られる。「ルネッサンス以降に新しく発見された、ギリシャ哲学と宗教に関する典拠の、最も重要な部分」とされている（Janko,2005）。
ヨーロッパ最古の残存する文書であり、このパピルス自体の埋葬期はマケドニア王国のピリッポス2世の治世である約紀元前340年にさかのぼる。最終的には2006年に刊行された。

## 発見の経緯
この巻物は、ギリシア北部のマケドニアのデルヴェニにて発見された。デルヴェニとは古都レテに属す、富裕層のためのネクロポリス（墓地）である。西洋の歴史において現存する最古の文献であり、現代に残ったきわめて僅かなギリシアのパピルスの一部である。パピルスは貴族の墓の火葬用の薪のために炭化しており、現在はテッサロニキ考古学博物館で保存されている。

## 内容
本文はオルペウス作に帰された六歩格詩に対する注釈であり、詩の断片が引用されている。
詩の形で叙述された神統譜によると、ニュクス（夜）は、ウーラノス（天）を生み、天が最初の王となる。その後を受けてクロノス（時間）が王位につくが、ゼウスがその後を襲う。父から神託を聞いたゼウスはニュクスの聖域に赴き、そこで彼から、後に全て実現することになる神託を聞かされる。そこでゼウスは、最初に天の輝きを射精した王ウーラノスの男根を呑み込んだ。

## 読解の状況
テキストは発見後、44年の間、公式に十全な形で刊行されることは無かった。出版者であるA.L.Pierrisによれば、出版を遅らせたのは、テッサロニキのアリストテレス大学名誉教授のKyriakos Tsantanoglouである。2005年の秋、専門家チームが結成され、the Institute for Philosophical studiesのA. L. Pierrisと、オックスフォード大学のthe Oxyrhynchus papyrus projectのディレクターであるDirk Obbinkにより主導された。さらに、ロジャー・マクファーレンによる最新の多重スペクトルの映像技術および、ブリガムヤング大学のGene Wareの協力を得た。
2006年にテッサロニキの学者（Tsantsanoglouら、「参考文献」に列挙）らにより、公式版が出版されたが、それは、様々な学者の異読を記録するapparatus criticsを欠いたままとなっている。そのため、断片の詳細な検討に基づいたパピルスのテキストの提供および、写真版の作成と翻訳作業が行われ、さらなる問題が解明されることが期待されている（参考文献のJanko,2006を参照）。